# Okoruro
Okoruro (auch Sayhuaña oder Pichaca) ist eine Ortschaft im Departamento La Paz im südamerikanischen Andenstaat Bolivien.

## Lage im Nahraum
Okoruro liegt in der Provinz Pacajes und ist zentraler Ort des Subkanton Pichaca im Cantón Okoruro im Municipio Calacoto. Die Ortschaft  liegt auf einer Höhe von 4076 m westlich der Salzpfanne Laguna Tanapaca, am rechten südlichen Ufer des Río Pichaca, der flussabwärts über den Río Caranguilla zum Río Desaguadero fließt, der den Titicacasee mit dem Poopó-See verbindet. In Okoruro befindet sich die Bildungseinrichtung „Unidad Educativa Okoruro“.

## Geographie
Okoruro hat ein semiarides Klima, da im Jahresverlauf über mehr als sechs Monate die Niederschläge für den Pflanzenwuchs nicht ausreichen. Das Klima der Region ist ein typisches Tageszeitenklima, bei dem die mittleren Temperaturschwankungen im Tagesverlauf deutlicher ausfallen als im Ablauf der Jahreszeiten.
Die mittlere Jahrestemperatur von Ulloma liegt bei 8,3 °C  (siehe Klimadiagramm Charaña), die Monatsdurchschnittstemperaturen schwanken nur unwesentlich zwischen knapp 5 °C von Juni bis Juli und knapp über 10 °C von November bis Januar. Der Jahresniederschlag beträgt niedrige 300 mm, die Monatswerte liegen zwischen unter 10 mm in den Monaten Mai bis Oktober und etwa 50 mm von Dezember bis März. 

## Verkehr
Okoruro liegt in einer Entfernung von 251 Straßenkilometern südlich von La Paz, der Hauptstadt des gleichnamigen Departamentos.
Von La Paz aus führt die asphaltierte Nationalstraße Ruta 2 über dreizehn Kilometer bis El Alto, von dort die Ruta 1 in südlicher Richtung als Asphaltstraße 91 Kilometer bis Patacamaya. Von dort aus zweigt die Ruta 4 in südwestlicher Richtung ab und erreicht nach 57 Kilometern den Río Desaguadero und Callapa. Von hier aus führt die Ruta 4 weiter in westlicher Richtung zum Abzweig der Ruta 31 bei Curahuara de Carangas. Man folgt vom Abzweig aus weiter der Ruta 4, bis nach 27 Kilometern eine unbefestigte Piste in westlicher Richtung abzweigt. Dieser Piste folgt man in nordwestlicher Richtung und erreicht nach weiteren 21 Kilometern Okoruro.

## Bevölkerung
Die Einwohnerzahl der Ortschaft ist in dem Jahrzehnt zwischen den beiden letzten Volkszählungen um ein Achtel zurückgegangen:
| Jahr | Einwohner         | Quelle       |
| ---- | ----------------- | ------------ |
| 1992 | keine Detaildaten | Volkszählung |
| 2001 | 540               | Volkszählung |
| 2012 | 479               | Volkszählung |
| 2024 |                   | Volkszählung |

Die Region weist einen hohen Anteil an Aymara-Bevölkerung auf, im Municipio Calacoto sprechen 93,1 Prozent der Bevölkerung Aymara.